# Yu Yongbo

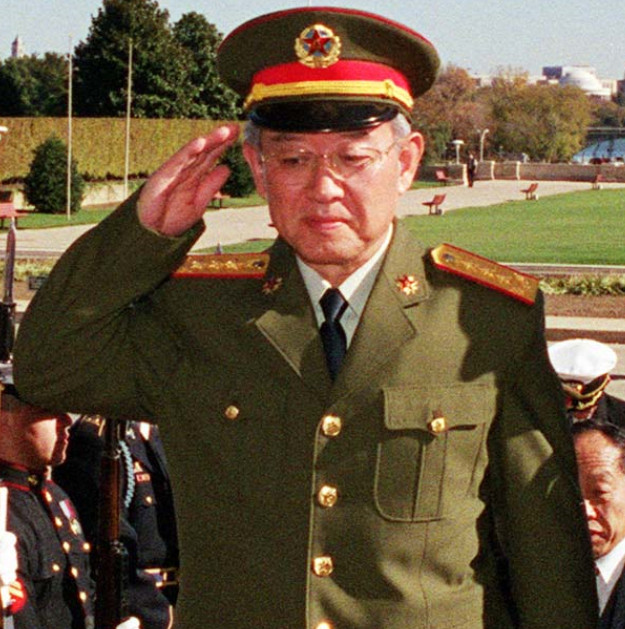
General Yu Yongbo (2000)

Yu Yongbo (chinesisch 于永波, Pinyin Yú Yǒngbō; * September 1931 in Wafangdian, Liaoning) ist ein Offizier der Volksbefreiungsarmee außer Dienst und ehemaliger Politiker der Kommunistischen Partei Chinas (KPCh) in der Volksrepublik China, der unter anderem als General zwischen 1992 und 2002 Leiter der Politischen Hauptverwaltung der Volksbefreiungsarmee sowie zugleich von 1992 bis 2002 Mitglied der Zentralen Militärkommission (ZMK) des Zentralkomitees der Kommunistischen Partei Chinas (ZK der KPCh) war.

## Leben
Yu Yongbo, der zum Volk der Mandschu gehört, trat 1947 der Roten Armee bei und nahm während des Chinesischen Bürgerkrieges als Angehöriger der Vierten Feldarmee an der Winteroffensive in Nordostchina (15. Dezember 1947 bis 15. März 1948), am Liaoxi-Shenyang-Feldzug (12. September 1948 bis 2. November 1948), am Südwestchina-Feldzug sowie am Peking-Tianjin-Feldzug (29. November 1948 bis 31. Januar 1949) teil. 1948 wurde er Mitglied der Kommunistischen Partei Chinas (KPCh) und wurde nach Gründung der Volksrepublik China am 1. Oktober 1949 stellvertretender Leiter der Propagandatruppe einer Division. Während des Koreakrieges war er von Dezember 1950 bis November 1952 kommissarischer Sekretär der Propagandaabteilung eines Regiments. Während seiner zahlreichen darauffolgenden Verwendungen innerhalb der 42. Armee des Heeres wurde er 1963 Chef der Propaganda-Sektion einer Einheit, 1967 Politischer Kommissar eines Regiments, 1969 stellvertretender Politischer Kommissar einer Division sowie schließlich 1972 Politischer Kommissar einer Division.
Im Dezember 1978 wurde Yu Direktor des Hauptquartiers und Politischer Kommissar der Militärregion Guangzhou und im Anschluss Politischer Kommissar der 42. Armee, ehe er im Juni 1985 als Nachfolger von Wei Jinshan zum Direktor der Politischen Abteilung der Militärregion Nanjing ernannt wurde. Auf dem 13. Parteitag der KPCh (25. Oktober bis 2. November 1987) wurde er erstmals Mitglied des ZK der KPCh und gehörte diesem Parteigremium nach seiner Wiederwahl auf dem 14. Parteitag der KPCh (12. bis 19. Oktober 1992) sowie auf dem 15. Parteitag der KPCh (12. bis 19. September 1997) bis November 2002 an. Nach seiner Beförderung zum Generalleutnant 1988 wurde er im November 1989 stellvertretender Leiter der Politischen Hauptverwaltung der Volksbefreiungsarmee.
Im Oktober 1992 wurde Generalleutnant Yu Yongbo als Nachfolger von General Yang Baibing schließlich Leiter der Politischen Hauptverwaltung der Volksbefreiungsarmee und verblieb zehn Jahre lang auf diesem Posten bis zu seiner Ablösung durch General Xu Caihou im November 2002. Zugleich war er von 1992 bis 2002 auch Mitglied der Zentralen Militärkommission (ZMK) des ZK der KPCh. Er nahm auch ohne Stimmrecht an Sitzungen des Politbüros der Kommunistischen Partei Chinas teil. Er wurde 1993 zum General befördert und war während der achten und neunten Legislaturperiode zwischen 1993 und 2003 auch Abgeordneter des Nationalen Volkskongresses. Des Weiteren wurde er im März 1993 Mitglied der Zentralen Militärkommission der Volksrepublik China sowie stellvertretender Leiter der Führungsgruppe für die Ansiedlung ehemaliger Soldaten und pensionierter Offiziere und im Juni 1993 stellvertretender Leiter der Nationalen Führungsgruppe zur Unterdrückung des Schmuggels und bekleidete diese Funktionen ebenfalls bis 2002. Zusätzlich war er zwischen 1997 und 2002 Vize-Vorsitzender des Wahlkomitees der Volksbefreiungsarmee.

## Hintergrundliteratur
- James Lilley, David L. Shambaugh: China’s Military Faces the Future, 2016, ISBN 978-1-315-50104-8, S. 21 f. (Onlineversion)